# Kazumi Kishi
Pour les articles homonymes, voir Kishi (homonymie).
Kazumi Kishi (岸 一美, Kishi Kazumi), née le 25 novembre 1975, est une joueuse internationale de football japonaise.

## Biographie
Le 21 mai 1998, elle fait ses débuts dans l'équipe nationale japonaise, contre l'équipe américaine. Elle compte 9 sélections et 2 buts en équipe nationale du Japon de 1998 à 2001.

## Statistiques
Le tableau ci-dessous présente les statistiques de Kazumi Kishi en équipe nationale :
| Équipe du Japon | Équipe du Japon | Équipe du Japon |
| Année           | Matchs          | Buts            |
| --------------- | --------------- | --------------- |
| 1998            | 5               | 2               |
| 1999            | 1               | 0               |
| 2000            | 0               | 0               |
| 2001            | 3               | 0               |
| Total           | 9               | 2               |